# Campeonato Sul-Americano de Voleibol Masculino de 1951
O 1º Campeonato Sul-americano de Voleibol Masculino foi realizado na cidade do Rio de Janeiro, então capital federal, no Ginásio do Club Fluminense FC de 12 a 22 de setembro de 1951. Quatro seleções participaram deste evento: Brasil, Argentina, Peru e Uruguai.
O torneio foi vencido pelo Brasil, sendo este o primeiro resultado relevante da Seleção Brasileira de Voleibol Masculino, antes mesmo da fundação da Confederação Brasileira de Voleibol.

## Tabela Final
| Posição | Time      |
| ------- | --------- |
|         | Brasil    |
|         | Uruguai   |
|         | Peru      |
| 4       | Argentina |